# Misty Kid of Wind
Misty Kid of Wind is een studioalbum van de Japanse synthesizervirtuoos Isao Tomita. Het bevat de soundtrack van een film Kaze no Matasaburo-garasu no manto, een film over een jongetje (Mata Saburo), die superkrachten lijkt te hebben. Hij kan een aantal problemen oplossen maar verdeelt daardoor zijn klasgenoten in twee ruziënde groepen. De muziek bestaat uit meer melodieuzere muziek, dan de voorgaande Tomita-albums. De film was gebaseerd op een boekwerk van Miyazawa Kenji. Het album is alleen in Japan uitgegeven en al reeds geruime tijd niet meer geperst.
Er zijn exemplaren gevonden met de verkeerde titel Misty Kind of Wind; de juiste titel zou Misty Kid of the Wind moeten zijn.

## Musici
- Isao Tomita - synthesizers

## Tracklist
Het boekwerkje vermeldde alleen de Japanse titels, waarvan onder de weergave:

| Nr. | Titel                                                                    | Duur |
| --- | ------------------------------------------------------------------------ | ---- |
| 1.  | Ni Hyaku Juu Nichi No Kaze Ni Notte                                      | 5:42 |
| 2.  | Kuroi Kage Otoko - Karin Mori Ni Mayou - Kiri No Naka No Nazo No Shounen | 5:25 |
| 3.  | Matasaburoh No Otousan                                                   | 1:07 |
| 4.  | Kaichuu Tokei No Omoide                                                  | 2:28 |
| 5.  | Kichi No Yuugure                                                         | 0:34 |
| 6.  | Sora Wo Hashiru Yogisha                                                  | 1:12 |
| 7.  | Kaze Ga Hakonde Kita Ki No Mi No Hanashi                                 | 1:16 |
| 8.  | Dai Bouken                                                               | 2:00 |
| 9.  | Kaze No Itazura                                                          | 1:52 |
| 10. | Saakasu Koya No Orugan                                                   | 2:15 |
| 11. | Karin No Fushigi Na Mimi                                                 | 1:49 |
| 12. | Yume No Ato Ni                                                           | 2:10 |
| 13. | Kougen De No Umakko Asobi                                                | 1:42 |
| 14. | Sora Wo Tobu Matasaburoh No Garasu No Manto                              | 1:05 |
| 15. | Kage Otoko No Notta Tetsudou Basha                                       | 0:32 |
| 16. | Ni Hyaku Ni Juu Nichi No Taifuu No Hi                                    | 2:51 |
| 17. | Haikyo To Natta Matasaburoh No Le                                        | 1:39 |
| 18. | Omoi Dashita "Do-DoDo" No Uta (Gendai: Kaze No Matasaburoh)              | 2:09 |
| 19. | Ni Hyaku Ni Juu Nichi No Kaze Ni Notta Matasaburoh                       | 3:33 |